# 米格爾一世
米格爾一世（1802年10月26日—1866年11月14日），葡萄牙國王（1828年至1834年在位）。他是葡萄牙國王若昂六世的三子，巴西皇帝佩德罗一世之弟、葡萄牙女王瑪麗亞二世的叔父。若昂六世曾斷言因與其妻子不和而在米格爾出生前的兩年半間除了官方場合外沒有接觸，所以有傳言說米格爾是其妻的私生子。

## 若昂六世統治時期
1807年，米格爾王子跟隨王室成員一起爲躲避拿破崙的攻擊而由葡萄牙遷往巴西直至1821年才回國。1823年，當法國軍隊再次進入西班牙，恢復了其國王波旁王朝斐迪南七世的專制地位，葡萄牙的君主專制主義因其鼓舞而復辟。米格爾王子為人任性，加上在母親的教唆下，他在發動了一場軍事政變，解散當時的議會，軟禁了其父，但卻任用了一批自由派分子當大臣，1824年米格爾一世又發起了一場政變，但失敗了，爲了怕他再惹事端，若昂六世把他打發到維也納去留學，而米格爾當時投靠他的朋友奧地利首相梅特涅。

## 佩德羅四世及瑪麗亞二世統治時期
1826年若昂六世逝世時並沒有明確指定他的繼承人。儲君佩德羅即位。他是支持自由主義派，所以引起專制主義派的反對者認爲佩德羅不能在身爲巴西皇帝的情況下同時繼承葡萄牙王位。專制主義派支持其弟米格爾王子，兩派爭執不下，內戰一觸即發。當佩德羅四世於1826年頒佈了一部大憲章，以取代1822年憲法。此憲章是自由主義與及專制主義的折衷方案，但是很快佩德羅四世便不理會大憲章內專制主義的部份。
爲了不讓巴西皇位和葡萄牙王位産生衝突，佩德羅決定繼續為巴西皇帝，而葡萄牙王位讓給他的女兒，當時年僅七歲的瑪麗亞繼位爲瑪麗亞二世。另一方面，瑪麗亞將會嫁給她的親叔叔米格爾王子，而米格爾王子則在瑪麗亞未成年的時候成為攝政王。當女王成年之後雙方在大憲章的框架下共同治理葡萄牙。

## 米格爾一世統治時期
1828年，米格爾王子接受此安排，因應哥哥佩德羅的要求，他結束了他在奧地利的流亡生活。當掌握大權之後，他立刻和佩德羅決裂，並且拒絕接受大憲章，並按照古制，召開由教士、貴族和平民參加的三級會議，自封爲葡萄牙國王，是為米格爾一世，這是復辟君主專制制度的開始。他隨即排除異己，罷免了很多自由主義派的官員，甚至有些是中間派。他得到美國、俄國、西班牙和教皇國的承認，自由主義者卻一直反對他統治，於是醞釀已久的內戰終於在1829年爆發。自由主義者以波爾圖爲中心，專制主義者以里斯本爲中心，使內戰呈現出南北對抗的態勢。開始的時候雙方互有勝負，勢均力敵。
1830年，法國爆發了七月革命推翻了復辟的波旁王朝，建立了君主立憲制的七月王朝。這一消息極大的鼓舞了鬥爭中的葡萄牙自由主義派人士，也激發了遠在大洋彼岸的巴西皇帝佩德羅的鬥志。1831年，佩德羅四世將巴西王位讓與兒子佩德羅二世之後，前往英法去尋求支援，隨後又來到亞速爾群島，募集了一支軍隊。他帶領著這支軍隊殺回了葡萄牙，進駐波爾圖，以支援自由主義派一方，反對米格爾一世。米格爾的軍隊隨後便將波爾圖圍困。正在僵持不下之際，另一支來自亞速爾群島的義軍從南方的阿爾加維登陸，直逼里斯本。由於米格爾的精銳部隊全在波爾圖城下，南方基本上屬於真空地帶，因此義軍在阿爾加維的登陸作戰在專制主義陣營中引起了極大的恐慌。無奈之下米格爾只好主動撤去了波爾圖之圍，將精銳部隊調回南方守衛首都。但是這樣他便陷入了兩面作戰的窘境中。局面迅速倒向了自由主義一邊。經過幾場戰鬥之後，米格爾終於失敗了。1834年雙方簽署停戰協定。米格爾一世即時退位，再次流亡至奧地利，瑪麗亞再次成爲了女王。1866年，米格爾死於奧地利，遺體才被運回國內安葬。

## 家庭
1851年，米格爾與勒文施泰因-韋爾特海姆-羅森貝格的阿德海德結婚，兩人共有1子6女：
- 瑪麗亞·尼維絲（1852年—1941年），聖海梅公爵夫人
- 瑪麗亞·特蕾莎（1855年—1944年），奧地利的卡爾·路德維希大公夫人
- 瑪麗亞·荷塞（1857年—1943年），比利時王后伊莉莎白的母親
- 阿德根迪絲（1858年—1946年），吉馬拉斯女公爵
- 瑪麗亞·安娜（1861年—1942年），盧森堡大公夫人
- 瑪麗亞·安東妮亞（1862年—1959年），奧地利皇后齊塔的母親
- 米格爾（1867年—1964年），布拉干薩公爵（英语：Duke of Braganza）

| 米格爾一世 布拉干薩王朝阿維斯王朝的分支出生于：1802年10月26日逝世於：1866年11月14日 | 米格爾一世 布拉干薩王朝阿維斯王朝的分支出生于：1802年10月26日逝世於：1866年11月14日 | 米格爾一世 布拉干薩王朝阿維斯王朝的分支出生于：1802年10月26日逝世於：1866年11月14日 |
| 榮銜                                                                                | 榮銜                                                                                | 榮銜                                                                                |
| ----------------------------------------------------------------------------------- | ----------------------------------------------------------------------------------- | ----------------------------------------------------------------------------------- |
| 空缺上一位持有相同頭銜者：佩德羅王子                                                | 克拉圖修道長 1802年–1824年                                                          | 空缺下一位持有相同頭銜者：吉列爾梅·恩里克斯·德·卡瓦略                               |
| 葡萄牙王族                                                                          |                                                                                     |                                                                                     |
| 空缺上一位持有相同頭銜者：若昂王子                                                  | 貝雅公爵 1816年–1828年                                                              | 空缺下一位持有相同頭銜者：若昂王子                                                  |
| 封號採用                                                                            | 布拉干薩公爵 米格爾系 1834年–1866年                                                 | 繼任者： 米格爾                                                                     |
| 官衔                                                                                |                                                                                     |                                                                                     |
| 前任者： 伊莎貝爾·瑪麗亞公主                                                        | 葡萄牙攝政 1828年                                                                   | 空缺下一位持有相同頭銜者：佩德羅四世                                                |
| 統治者頭銜                                                                          |                                                                                     |                                                                                     |
| 前任者： 瑪麗亞二世                                                                 | 葡萄牙國王 1828年–1834年                                                            | 繼任者： 瑪麗亞二世                                                                 |
| 王位覬覦者                                                                          |                                                                                     |                                                                                     |
| 被廢黜                                                                              | — 名义上的 — 葡萄牙國王 米格爾系 1834年–1866年                                      | 繼任者： 米格爾                                                                     |